# Schwantesia loeschiana
Schwantesia loeschiana är en isörtsväxtart som beskrevs av Tisch. Schwantesia loeschiana ingår i släktet Schwantesia och familjen isörtsväxter. Inga underarter finns listade i Catalogue of Life.